# Johannes Petersen (erhvervsmand)
 Der er flere personer med dette navn, se Johannes Petersen.
Johannes Petersen (født 15. september 1925 i København, død 18. november 1990 ved Præstø Fjord) var en dansk erhvervsleder i Nordisk Fjer, som i flere årtier begik systematisk bedrageri mod virksomheden.
Han var søn af lagerforvalter Kristian Petersen (død 1955) og hustru Dagny født Petersen (død 1955). Han tog realeksamen og kontoruddannelse og blev ansat som elev i Nordisk Fjer. Han var først medhjælp i ekspeditionen, men da der savnedes en tydelig fremtidig arvtager efter direktør H.O. Lange, avancerede Petersen hurtigt. 1959 blev han udnævnt til direktør i Fyens Fjer Fabrik A/S.
Da H.O. Lange døde i 1961, blev hans sekretær, Hildur Friis-Hansen, indsat som direktør efter hans ønske. Men Johannes Petersen havde allieret sig med sin sekretær i Odense, Inga Lydia Rasmussen, og sammen arbejdede de på at vælte Friis-Hansen af pinden. I 1965 blev Johannes Petersen medlem af direktionen i Nordisk Fjerfabrik A/S, avancerede 1967 til viceadministrerende direktør og nåede i 1969 sit mål, da han blev administrerende direktør. Nu begyndte en mangeårig svindel, hvor Petersen og Rasmussen skabte fiktive interne handler og hemmelige skuffeselskaber, som bl.a. gik ud på at skjule, at salget af dyner i USA ikke var i fremgang, men i tilbagegang.
I 1963 blev han optaget i Kraks Blå Bog og indsendte et CV, som var systematisk manipuleret for at få Petersens baggrund og karriere til at fremstå fornemmere. Hans fars beskæftigelse blev "opgraderet" til revisor og hans uddannelse blev forvansket til: "Handelsskoleuddannet i Danmark og Schweiz; tekstiluddannelse i England og Tyskland; derefter stillinger i England og USA."
Petersen blev medlem af bestyrelsen for Nordisk Fjerfabrik A/S 1969 og formand for og medlem af bestyrelsen for selskaber i ind- og udland tilknyttet Nordisk Fjer-koncernen 1970. Endvidere medlem af bestyrelsen for H.O. Langes Fond 1969, H.O. Langes Selchausdal Fond 1969 og Nordisk Kollegium 1970. Han blev medlem af Akademiet for de Tekniske Videnskabers finansråd 1969 og af Industrirådets hovedbestyrelse 1972.
I 1972 fik Petersen kammeradvokat Poul Schmith til at optræde som bestyrelsesformand i Nordisk Fjer, hvilket han var frem til 1987. Da var bedragerierne blevet svære at skjule, og Petersen overtog derfor rollen som "arbejdende bestyrelsesformand". Hans sekretær Inga Lydia Rasmussen sørgede omhyggeligt for, at personer, der var blevet fortalt divergerende løgnehistorier af Johannes Petersen, ikke kom til at mødes til middage eller på rejser.
I 1990 kunne bedrageriet ikke længere holdes skjult. Johannes Petersen begik selvmord i sit sommerhus ved Præstø Fjord ved først at tage sovepiller og alkohol og dernæst at lægge sig til at sove i sit fyldte badekar. Det rapporteres ofte fejlagtigt, at han døde ved at skyde sig selv. Nordisk Fjer gik konkurs med en gæld på fire mia. og en negativ egenkapital på 1,5 mia.
Han blev gift 22. august 1953 med Ninna Fisker (født 9. april 1933 i København), datter af repræsentant Jakob Fisker og hustru Elise født Nielsen.